# Svizzera all'Eurovision Song Contest 1957
La Selezione Svizzera per l'Eurofestival 1957 si svolse a Sankt Moritz l'11 febbraio 1957.

## Canzoni in ordine di presentazione
| Posizione | Canzone                         | Artista          |
|           | La vie                          | Jo Roland        |
| 1.        | L'enfant que j'étais            | Lys Assia        |
|           | Lasciami tranquillo             | Gianni Ferraresi |
|           | Derrière la cathedrale          | Lys Assia        |
|           | Nel mio carnet                  | Gianni Ferraresi |
|           | Bellissima                      | Gianni Ferraresi |
|           | Avec vingt sous                 | Jo Roland        |
|           | Musst du schon geh'n            | Lys Assia        |
|           | Quand je rêve                   | Jo Roland        |
|           | Ein trautes lied vom turm herab | Lys Assia        |
|           | Ça n'empechera pas              | Lys Assia        |